# Assamès
L'assamès o assamés (/ˌæsəˈmiːz/), i també Asamiya (অসমীয়া), és la llengua més oriental del grup indoeuropeu parlada a Assam, un estat de l'Índia, i zones properes per més de 20 milions de persones. Un nom alternatiu és ahom. L'assamès pertany al grup indoiranià i descendeix del magahdi, com el bengalí, l'oriya i altres idiomes. Es troba literatura en assamès des del segle XIV.
L'assamès té un sistema d'escriptura, idèntic a l'alfabet bengalí, excepte en dues lletres que utilitza de manera diferent. És una de les llengües oficials de l'Índia. El seu sistema fonètic conté vuit vocals orals, tres vocals nasals, quinze diftongs i vint-i-una consonants. Hi ha quatre dialectes majors. S'allunya d'altres llengües de la seva família per la influència d'idiomes tibetanobirmans en la seva gramàtica (per proximitat geogràfica). Té tres gèneres: masculí, femení (marcat per ni) i neutre, que s'aplica a tot el que no és humà. Tendeix a aglutinar morfemes per a la flexió i a col·locar el verb al final de la frase.

## Història

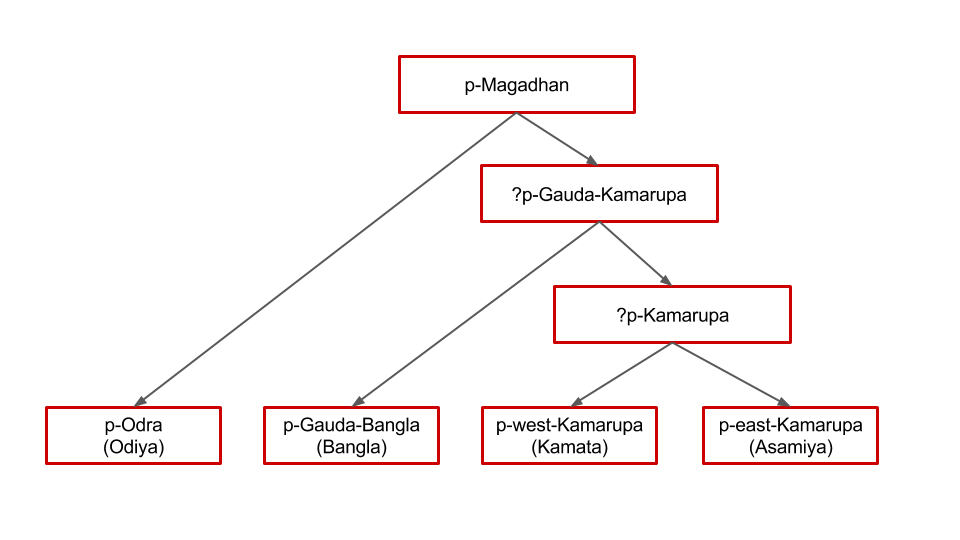
Les protollengües de les llengües magadhan orientals. El pràcrit kamarupi correspon aquí a proto-kamarupa, una protollengua fins ara no reconstruïda. El proto-kamata va començar a innovar característiques úniques en el període 1250-1550 dC.

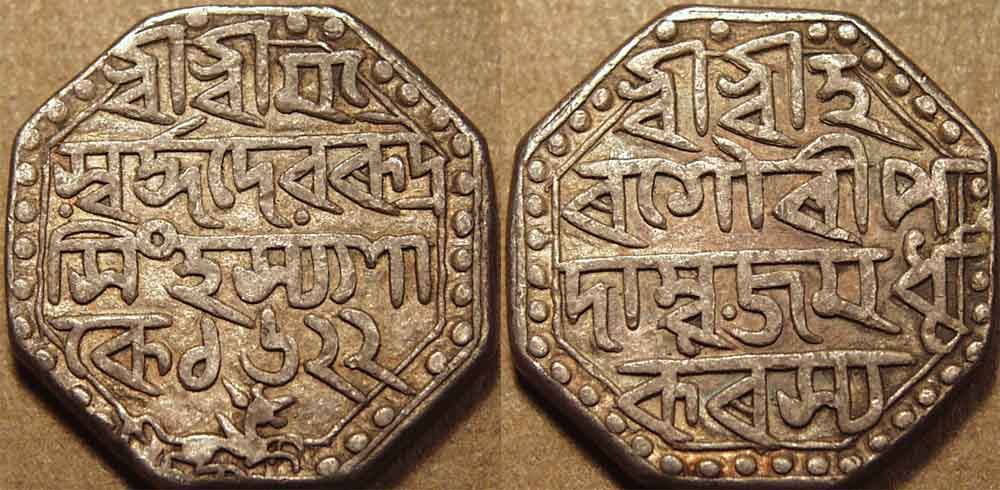
Moneda de plata emesa durant el regnat de Rudra Singha en sànscrit amb lletres assameses

L'assamès es va originar en els antics dialectes indoaris, tot i que la naturalesa exacta del seu origen i creixement encara no està clara. Generalment es creu que l'assamès i els lectes de Kamatapuri deriven del dialecte Kamarupi del pràcrit magadhi oriental tot i que alguns autors neguen una estreta connexió de l'assamès amb el pràcrit magadhi.
L'indoari, que va aparèixer als segles IV-V a Assam, probablement es parlava als nous assentaments de Kamarupa —en centres urbans i al llarg del riu Brahmaputra— envoltats de comunitats tibetobirmanes i austroasiàtiques. Generalment s'assumeix l'afirmació de Kakati (1941) que l'assamès té un substrat austroasiàtic, cosa que suggereix que quan es van formar els centres indoaris als segles IV-V dC, hi havia parlants austroasiàtics importants que més tard van acceptar la llengua vernacla indoari.
Basant-se en les observacions del viatger xinès Xuanzang del segle VII, Chatterji (1926) suggereix que la llengua vernacular indoària es va diferenciar a Kamarupa abans que a Bengala, i que aquestes diferències es podrien atribuir al fet que els parlants no indoàries van adoptar la llengua.  La nova llengua vernacular diferenciada, de la qual finalment va sorgir l'assamès, és evident en els pracritismes presents al sànscrit de les inscripcions de Kamarupa . 

### Etapes de Magadhan i Gauda-Kamarupa
Les primeres formes d'assamès a la literatura es troben als versos budistes del segle IX anomenats Charyapada la llengua dels quals té afinitats amb l'assamès (així com amb el bengalí, el maithili i l'odia) i que pertany a un període en què el pràcrit estava a punt de diferenciar-se en llengües regionals. L'esperit i l'expressivitat dels Charyadas es troben avui dia a les cançons populars anomenades Deh-Bicarar Git.
A les obres dels segles XII-XIV de Ramai Pundit (Sunya Puran), Boru Chandidas (Krishna Kirtan), Sukur Mamud (Gopichandrar Gan), Durllava Mullik (Gobindachandrar Git) i Bhavani Das (Mainamatir Gan) les peculiaritats gramaticals assameses coexisteixen amb trets de la llengua bengalí. Tot i que l'etapa Gauda-Kamarupa és generalment acceptada i parcialment recolzada per la investigació lingüística recent, no s'ha reconstruït completament.

### Assamès antic
Una forma literària clarament assamesa va aparèixer per primera vegada al segle XIII a les corts del regne de Kamata quan Hema Sarasvati va compondre el poema Prahlāda Carita. Al segle XIV, Madhava Kandali va traduir el Ramayana a l'assamès (Saptakanda Ramayana) a la cort de Mahamanikya, un rei kachari del centre d'Assam. Tot i que l'idioma assamès en aquestes obres està completament individualitzat, també es troben algunes formes arcaiques i partícules conjuntives. Aquest període correspon a l'etapa comuna del proto-Kamta i l'assamès primerenc.
L'aparició de l'Ekasarana Dharma de Sankardev al segle xv va desencadenar un renaixement de la llengua i la literatura. Sankardev va produir moltes obres traduïdes i va crear noves formes literàries —Borgeets (cançons), Ankia Naat (obres d'un acte)—, infusionant-les amb idiomes Brajavali; i aquestes van ser mantingudes pels seus seguidors Madhavdev i altres durant els segles XV i següents. En aquests escrits, les formes arcaiques dels segles XIII/XIV ja no es troben. Sankardev va ser pioner en un estil d'escriptura en prosa a l’Ankia Naat. Això va ser desenvolupat encara més per Bhattadeva, que va traduir el Bhagavata Purana i el Bhagavad Gita a la prosa assamesa. La prosa de Bhattadev era clàssica i moderada, amb un alt ús de formes i expressions sànscrites en una sintaxi assamesa; i tot i que autors posteriors van intentar seguir aquest estil, aviat va caure en desús. En aquest escrit es veu per primera vegada la terminació -m del futur en primera persona (korim: faré; kham: menjaré).

### Assamès mitjà
La llengua es va traslladar a la cort del regne Ahom al segle xvii, on es va convertir en la llengua estatal. En paral·lel, el proselitisme Ekasarana dharma va convertir molts pobles bodo-kachari i van sorgir molts nous parlants d'assames que eren parlants de llengües tibetobirmanes. Aquest període va veure l'aparició de diferents estils de prosa secular en medicina, astrologia, aritmètica, dansa, música, a més de biografies religioses i la prosa arcaica d'encants màgics.
El més important és que aquest va ser també el moment en què l'assamès va desenvolupar una prosa estandarditzada als Buranjis, documents relacionats amb l'estat Ahom que tracten escrits diplomàtics, registres administratius i història general. La llengua dels Buranjis és gairebé moderna amb algunes diferències menors en la gramàtica i amb una ortografia premoderna. Els sufixos plurals assamesos (-bor, -hat) i els participis conjuntius (-gai: dharile-gai; -hi: pale-hi, baril-hi) s'estableixen bé. Els Buranjis, que tracten sobre l'art de governar, també van ser el vehicle pel qual els elements àrabs i perses es van introduir en abundància a la llengua. A causa de la influència de l'estat Ahom, la parla a l'est d'Assam va adoptar una forma homogènia i estàndard. L’eliminació general de schwa que es produeix a la posició final de les paraules va entrar en ús en aquest període.

### Assamès modern
El període modern de l'assamès comença amb la impressió: la publicació de la Bíblia assamesa el 1813 a la Serampore Mission Press. Però després que la Companyia Britànica de les Índies Orientals (EIC) eliminés els birmans el 1826 i prengués el control administratiu complet d'Assam el 1836, va ocupar els càrrecs administratius amb gent de Bengala i va introduir la llengua bengalí a les seves oficines, escoles i tribunals. L'administració britànica va introduir el bengalí a totes les oficines, als tribunals i a les escoles d'Assam. L'EIC havia promogut anteriorment el desenvolupament del bengalí per substituir el persa, la llengua administrativa a l'Índia mogol. El 1772, la Companyia havia emprat hàbilment l'espasa, la diplomàcia i la intriga per prendre el control de Bengala del seu poble, els nobles facciosos i els febles nawabs. Posteriorment, per consolidar el seu control sobre la província, la Companyia va promoure la llengua bengalí. Això no representava un amor intrínsec per la parla i la literatura bengalí. En canvi, tenia com a objectiu destruir els patrons tradicionals d'autoritat mitjançant la suplantació de la llengua persa, que havia estat la llengua oficial des dels dies dels grans mogols. i havia mantingut que l'assamès era un dialecte del bengalí. No hauríem d'acceptar mantenir un dialecte corrupte, sinó esforçar-nos per introduir el bengalí pur, i fer que aquesta província, en la mesura que sigui possible, sigui una part integral del gran país al qual pertany aquesta llengua, i posar a disposició d'Assam la literatura de Bengala.- Aquest breu comentari a part de Francis Jenkins en una Consulta Tributària continua sent una de les declaracions polítiques més clares de la primera administració britànica índia pel que fa a la qüestió vernacular a Assam.
Enmig d'aquesta pèrdua d'estatus, l’American Baptist Mission (ABM) va establir una impremta a Sibsagar el 1846, cosa que va conduir a la publicació d'una publicació periòdica assamesa (Orunodoi), la primera gramàtica assamesa de Nathan Brown (1846) i el primer diccionari assamès-anglès de Miles Bronson (1863). L'ABM va discutir amb força amb els funcionaris de l'EIC en un intens debat a la dècada de 1850 per restablir l'assamesa. Entre les personalitats locals, Anandaram Dhekial Phukan va elaborar un extens catàleg de literatura assamesa medieval (entre altres obres) i va ser pioner en l'esforç entre els nadius per restablir l'assamesa a Assam. Tot i que aquest esforç no va tenir èxit immediatament, l'administració finalment va declarar l'assamesa la llengua vernacular oficial el 1873, la vigília que Assam es convertís en una província del Comissionat en Cap el 1874.

#### Estandardització
En els manuscrits assamesos medievals existents, l'ortografia no era uniforme. L'ABM havia desenvolupat una ortografia fonèmica basada en un conjunt contractat de caràcters. Treballant de manera independent, Hemchandra Barua va proporcionar una ortografia etimològica i el seu diccionari etimològic, Hemkosh, es va publicar pòstumament. També va proporcionar un enfocament sànscrit de la llengua al seu Asamiya Bhaxar Byakaran ('Gramàtica de la llengua assamesa') (1859, 1873). L'enfocament de Barua va ser adoptat per l'Asamiya Bhasa Unnati Sadhini Sabha (1888, 'Societat de Desenvolupament de la Llengua Assamesa') que va sorgir a Calcuta entre estudiants assamesos dirigits per Lakshminath Bezbaroa. La Societat va publicar una revista periòdica, Jonaki, i el període de la seva publicació, l'era Jonaki, va veure negociacions animades sobre l'estandardització lingüística. El que va sorgir al final d'aquelles negociacions va ser un estàndard proper a la llengua dels buranjis amb l'ortografia sànscrita d'Hemchandra Barua.Van mirar enrere a la prosa plenament madura dels escrits històrics de períodes anteriors, que posseïen tota la força i la vitalitat per resistir el nou repte. Hemchandra Barua i els seus seguidors van tornar immediatament a la sintaxi i l'estil d'aquella prosa, i van sànscrititzar completament l'ortografia i el sistema ortogràfic. Va ser seguit per tots, inclosos els mateixos missioners, en els seus escrits posteriors. I així, el sòlid sòcol de la llengua estàndard moderna va ser fundat i acceptat com a norma a tot l'estat.
A mesura que el centre polític i comercial es va traslladar a Guwahati a mitjans del segle XX, de la qual Dispur, la capital d'Assam, n'és un suburbi i que està situada a la frontera entre les regions de parla dialectal occidental i central, l'assamès estàndard que s'utilitza avui en dia en els mitjans de comunicació i les comunicacions és una barreja neutral de la varietat oriental sense els seus trets distintius. A l'Assam contemporani, per als propòsits dels mitjans de comunicació i la comunicació, encara es considera la norma una certa barreja neutral d'assamès oriental, sense massa trets orientals distintius, com la supressió de /ɹ/, que és un fenomen robust en les varietats orientals. Aquest nucli s'embellí encara més amb idiomes i formes Goalpariya i Kamrupi. Ara, Dispur, la capital situada al voltant de Guwahati, així com amb l'expansió de l'alfabetització i l'educació als districtes occidentals d'Assam, formes dels dialectes central i occidental s'han anat introduint en l'idioma literari i remodelant la llengua estàndard durant les últimes dècades.

## Distribució geogràfica
L'assamès és originari d’Assam. També es parla als estats d’Arunachal Pradesh, Meghalaya i Nagaland. L’escriptura bengalí-assamesa es pot trobar a l'actual Birmània. El temple de Pashupatinath al Nepal també té inscripcions en escriptura bengalí-assamesa que mostren la seva influència en el passat.
Hi ha una diàspora important de parlants d'assamès a tot el món.

### Estatus oficial
L'assamès és la llengua oficial d'Assam i una de les 22 llengües oficials reconegudes per la República de l'Índia. La Secretaria d'Assam funciona en assamès.

## Fonologia
L'assamès disposa de 8 vocals, 10 diftongs i vint-i-tres consonants (incloent-hi dues semivocals).
|             | Frontal | Frontal | Frontal | Central | Central | Central | Anterior | Anterior | Anterior |
| IPA         | ROM     | Script  | IPA     | ROM     | Script  | IPA     | ROM      | Script   |          |
| ----------- | ------- | ------- | ------- | ------- | ------- | ------- | -------- | -------- | -------- |
| tancada     | i       | i       | ই/ঈ     |         |         |         | u        | u        | উ/ঊ      |
| semitancada |         |         |         |         |         |         | ʊ/o      | ú/o'     | ও        |
| semitancada | e       | é       | এ’      |         |         |         | o        | ó        | অ’       |
| semioberta  | ɛ       | e       | এ       |         |         |         | ɔ        | o        | অ        |
| oberta      |         |         |         | a       | a       | আ       |          |          |          |

| IPA |
| --- |
| ai  |
| ei  |
| oi  |
| ɔi  |
| ui  |
| iu  |
| ou  |
| au  |
| eu  |
| ua  |

|            |           | Labial | Labial | Labial | Alveolar | Alveolar | Alveolar | Dorsal | Dorsal | Dorsal  | Glotal | Glotal | Glotal |
| IPA        | ROM       | Script | IPA    | ROM    | Script   | IPA      | ROM      | Script | IPA    | ROM     | Script |        |        |
| ---------- | --------- | ------ | ------ | ------ | -------- | -------- | -------- | ------ | ------ | ------- | ------ | ------ | ------ |
| Nasal      | Nasal     | m      | m      | ম      | n        | n        | ন/ণ      | ŋ      | ng     | ঙ/ং      |        |        |        |
| Tènue      | muda      | p      | p      | প      | t        | t        | ত/ট      | k      | k      | ক       |        |        |        |
| Tènue      | aspirated | pʰ     | ph     | ফ      | tʰ       | th       | থ/ঠ      | kʰ     | kh     | খ       |        |        |        |
| Tènue      | sonora    | b      | b      | ব      | d        | d        | দ/ড      | ɡ      | g      | গ       |        |        |        |
| Tènue      | murmurada | bʱ     | bh     | ভ      | dʱ       | dh       | ধ/ঢ      | ɡʱ     | gh     | ঘ       |        |        |        |
| Fricativa  | muda      |        |        |        | s        | s        | চ/ছ      | x      | x      | শ/ষ/স   | ɦ      | h      | হ      |
| Fricativa  | sonora    |        |        |        | z        | z        | জ/ঝ/য    |        |        |         |        |        |        |
| Aproximant | central   | w      | w      | ৱ      | ɹ        | r        | ৰ        | j      | y      | য়/্য (য) |        |        |        |
| Aproximant | lateral   |        |        |        | l        | l        | ল        |        |        |         |        |        |        |

## Literatura
Hi ha un creixent i important cos de literatura en aquesta llengua. Les primeres característiques d'aquesta llengua es veuen en els Charyapades composts entre els segles VIII i XII. Els primers exemples van sorgir en escrits de poetes de la cort al segle xiv, el millor exemple dels quals és el Saptakanda Ramayana de Madhav Kandali. La popular balada en forma d'Ojapali també es considera ben elaborada. Els segles XVI i XVII van veure un floriment de la literatura vaishnavita, que va portar a l'aparició de formes modernes de literatura a finals del segle xix.